# Dopłata podatkowa
Dopłata podatkowa – powstaje w wyniku wyliczenia podatku należnego w deklaracji rocznej. Jeżeli obliczony podatek będzie wyższy niż wpłacone zaliczki, wówczas powstaje dopłata podatkowa, którą trzeba wpłacić do urzędu skarbowego.